# Rast (Novi Pazar)
Rast (Servisch cyrillisch Раст) is een plaats in de Servische gemeente Novi Pazar. De plaats telt 51 inwoners (2002).